# The Amity Affliction
The Amity Affliction — австралийская рок-группа из Брисбена, штат Квинсленд, исполняющая пост-хардкор и металкор. Основана в 2003 году.

## Описание
The Amity Affliction образовалась в Гимпи, городке на юго-востоке Квинсленда в Австралии, друзьями Ареном Стрингером, Джозефом Лилуоллом и Троем Брэди в последний год обучения в старшей школе. Группа была названа в честь близкого друга группы, который погиб в автокатастрофе в возрасте 17 лет. «Amity» относилось к дружбе, а «Affliction» должно было указывать на борьбу со смертью, которую вызвали участники группы. Ещё учась в старшей школе, группа много раз играла на школьных концертах и во время обеденных перерывов.
В 2004 году The Amity Affliction выпустили одноименное демо из трёх треков, спродюсированное Скоттом Маллейном на Aisle 6 Recording. В то время было четыре участника: бывшие участники Гарт Бьюкенен на басу и Лахлан Фолкнер на барабанах. В конце 2004 года к группе присоединился вокалист Джоэл Бёрч. Затем, в середине 2005 года, The Amity Affliction выпустили свой дебютный одноимённый EP, на нём было 6 композиций — одна изменённая и переименованная (песня «Severance» — раньше называлась «Here’s to the Burning of Rotted Memories») и пять новых песен. После выпуска EP они гастролировали по восточному побережью в рамках своего турне по восточному побережью 2005 года.
Однако группа прославились ещё до выхода своего первого альбома. Первые демо и запись сплита State Of Affair вместе с группами Perish The Thought и Miles Away, а также их совместное выступление с Silverstein, позволило команде набрать немало фанатов.
В 2007 году произошло изменение состава, когда Лахлан Фолкнер оставил группу, а Гарт Бьюкенен ушёл, чтобы присоединиться к Behind Crimson Eyes. Позже Лахлан Фолкнер присоединился к Saint Lucia. Затем музыканты наняли барабанщика Троэлса Томассона, Криса Берта на гитаре (первоначально на басу), Арена Стрингера (теперь на басу) и добавили клавишника Трэда Натана. В таком составе The Amity Affliction выпустили новый EP из пяти треков под названием High Hopse.
Вокальные партии в группе были распределены между тремя участниками: основной вокал с сильным скримингом (вокалист Бёрч); спокойный и мелодичный вокал (гитарист Стрингер); и тяжёлый скрим (гитарист Брэйди).
К своему первому полноформатному альбому стиль The Amity Affliction сильно изменился, первоначальное хардкоровое звучание преобразуется в более мелодичный пост-хардкор и мелодичный хардкор.

## Состав
| Нынешний состав - Арен Стрингер – чистый вокал, дополнительный экстрим-вокал (2003–настоящее время); бас-гитара (2007–настоящее время); ритм-гитара (2003–2007) - Джоэль Бёрч – экстрим-вокал (2004–настоящее время); чистый вокал (2016–настоящее время) - Дэн Браун – ритм-гитара (2013–настоящее время); соло-гитара, бэк-вокал (2014–настоящее время) - Джо Лонгобарди – барабаны, перкуссия (2018–настоящее время) Сессионные музыканты - Кайл Йокум – ритм-гитара (2015–2017) - Кейси МакХейл – барабаны, перкуссия (2016–2017) - Трой Райт – барабаны, перкуссия (2017–2018) - Джозеф Аррингтон – барабаны, перкуссия (2018) Бывшие участники - Лаклан Фолкнер – барабаны, перкуссия (2003–2007) - Гарт Бьюкэнэн – бас-гитара, бэк-вокал (2003–2007) - Трой Брэйди – соло-гитара, бэк-вокал (2003–2014) - Трэд Нэйтан – клавишные, программирование (2006–2011) - Троэльс Томасен – барабаны, перкуссия (2007–2008) - Крис Бёрт – ритм-гитара (2007–2009); бас-гитара (2007) - Райан Бёрт – барабаны, перкуссия (2008–2018) - Клинт Сплаттеринг – ритм-гитара (2009–2011) - Имран Сиддики – ритм-гитара (2011–2012) |

## Дискография

### Альбомы
- Severed Ties (2008)
- Youngbloods (2010)
- Chasing Ghosts (2012)
- Let the Ocean Take Me (2014) (2024 - Redux)
- This Could Be Heartbreak (2016)
- Misery (2018)
- Everyone Loves You... Once You Leave Them (2020)
- Not Without My Ghosts (2023)

### Мини-альбомы
- The Amity Affliction (2005)
- High Hopes (2007)
- Somewhere Beyond the Blue (2021)

### Компиляции
- Glory Days (2010)

### Синглы
- Chasing Ghosts (2012)
- R.I.P. Bon (2012)
- Born to Die (2013)
- Pittsburgh (2014)
- Don't Lean On Me (2014)
- Shine On (2015)
- I Bring the Weather With Me (2016)
- This Could Be Heartbreak (2016)
- All Messed Up (2016)
- All Messed Up (Acoustic) (2016)
- Can't Feel My Face (2017)
- Tomorrow (2017)
- Ivy (Doomsday) (2018)
- Feels Like I'm Dying (2018)
- All My Friends Are Dead (2019)
- Soak Me in Bleach (2020)
- Catatonia (2020)
- Midnight Train (2020)
- Soak Me in Bleach (Lo-Fi) (2021)
- Like Love (2021)
- Give Up the Ghost (2021)
- Pittsburgh / Midnight Train (Lo-Fi) (2022)

### Клипы
- A Sleepless Winter (2004)
- Fruity Lexia (2008)
- Youngbloods (2011)
- I Hate Hartley (2011)
- Chasing Ghosts (2012)
- R.I.P. Bon (2013)
- Open Letter (2013)
- Greens Avenue (2013)
- Pittsburgh (2014)
- Don't Lean on Me (2014)
- The Weigh Down (2014)
- Death's Hand (2014)
- Skeletons (2015)
- Shine On (2015)
- I Bring the Weather with Me (2016)
- This Could Be Heartbreak (2016)
- All Fucked Up (2016)
- Fight My Regret (2017)
- Can't Feel My Face (2017)
- Ivy (Doomsday) (2018)
- Feels Like I'm Dying (2018)
- D.I.E. (2018)
- Drag the Lake (2019)
- Soak Me in Bleach (2020)
- Forever (2020)
- Like Love (2021)
- Show Me Your God (2022)
- I See Dead People feat. Louie Knuxx (2023)
- It's Hell Down Here (2023)
- Not Without My Ghosts feat. Phem (2023)